# フレディ・ノーウッド
フレディ・ノーウッド（Freddie Norwood、1970年2月14日 - ）は、アメリカ合衆国のプロボクサー。ミズーリ州セントルイス出身。あだ名はリル・ハグラー（Lil Hagler）。元WBA世界フェザー級王者。

## 来歴
1989年8月20日、プロデビュー（2回TKO勝ち）。
1997年8月8日、29戦目でIBAコンチネンタルフェザー級王座獲得。
1998年4月3日、世界初挑戦。元WBA世界ジュニアフェザー級（現:スーパーバンタム級）王者アントニオ・セルメニョ（ベネズエラ）と空位のWBA世界フェザー級王座を争い、12回判定勝ち。31戦目にして初の世界王者となった。
1998年9月22日、日本のリングに初登場。東京で松本好二と対戦し、10回TKO勝ち（この試合は当初、3度目の防衛戦となる予定であったが、ノーウッドが試合前日の計量をパスできず失格、王座剥奪となった。そのため、王座空位の状態で試合を行い、松本が勝った場合に限り新王者誕生というルールが採用された。蛇足になるが、松本はこの試合を最後に現役を引退した）。
1999年5月28日、世界再挑戦。前年10月にノーウッドが剥奪されたWBA世界フェザー級王座を獲得したセルメニョと再戦し、12回判定勝ち。8か月ぶりの王座返り咲きを果たした。2000年1月30日、日本のリングに再登場。福岡で越本隆志と対戦し、9回TKO勝ち。その後、3度目の防衛にも成功。
2000年9月9日、同国人のデリック・ゲイナーと対戦。激しいラフファイトの末、11回TKO負け。この試合は当初、4度目の防衛戦となる予定であったが、ノーウッドが試合前日の計量をパスできず失格、王座剥奪となった（前述の松本戦に続き2度目）。試合の方もゲイナーが勝利し、新王者誕生となった。この試合を最後に一度引退。
2006年6月17日、6年ぶりのリング復帰。復帰後は2011年3月4日まで8試合を行い、5勝3敗。

## 戦績
- 48戦 43勝 23KO 4敗 1分

## 獲得タイトル
- WBA世界フェザー級王座（1期目は防衛3度。2期目は防衛3度。）